# Campo vetorial de Beltrami
No cálculo vetorial, um campo vetorial de Beltrami, nomeado em homenagem a Eugenio Beltrami, é um campo vetorial de três dimensões que é paralelo ao seu próprio rotacional. Ou seja, {\displaystyle {\overrightarrow {F}}} é um campo vetorial de Beltrami se:
{\displaystyle {\overrightarrow {F}}\times ({\overrightarrow {\bigtriangledown }}\times {\overrightarrow {F}})=0}
Portanto, {\displaystyle {\overrightarrow {F}}} e {\displaystyle ({\overrightarrow {\bigtriangledown }}\times {\overrightarrow {F}})} são paralelos, sendo {\displaystyle ({\overrightarrow {\bigtriangledown }}\times {\overrightarrow {F}})=\lambda {\overrightarrow {F}}}.
Se {\displaystyle {\overrightarrow {F}}}for solenoidal, ou seja,  {\displaystyle {\overrightarrow {\triangledown }}\cdot {\displaystyle {\overrightarrow {F}}}=0} , como um fluido incompressível, a identidade {\displaystyle {\overrightarrow {F}}\times ({\overrightarrow {\bigtriangledown }}\times {\overrightarrow {F}})\equiv -\triangledown ^{2}{\overrightarrow {F}}+\triangledown (\triangledown \cdot {\overrightarrow {F}})} se torna {\displaystyle \triangledown \times (\triangledown \times {\overrightarrow {F}})\equiv -\triangledown ^{2}{\overrightarrow {F}}} o que nos leva a dizer que:
{\displaystyle -\triangledown ^{2}{\overrightarrow {F}}=\triangledown \times (\lambda {\overrightarrow {F}})}
e se assumirmos que {\displaystyle \lambda } é uma constante, nós chegamos na simples fórmula:
{\displaystyle \triangledown ^{2}{\overrightarrow {F}}=-\lambda ^{2}{\overrightarrow {F}}}
O campo vetorial de Beltrami com um rotacional não nulo, corresponde a formulas Euclidianas de Contato em três dimensões.
O campo vetorial
{\displaystyle {\overrightarrow {F}}=-z/\surd (1+z^{2})i+1/\surd (1+z^{2})j}
é um múltiplo da estrutura padrão de contato {\displaystyle -zi+j}, e provém um exemplo de um campo vetorial de Beltrami.